# يان جولد
يان جولد (بالإنجليزية: Ian Gold)‏ هو لاعب كرة قدم أمريكية أمريكي، ولد في 23 أغسطس 1978 في آن آربر في الولايات المتحدة.

## وصلات خارجية
- يان جولد على موقع مرجع كرة القدم المحترفة.كوم (الإنجليزية)